# Borneobaumelster

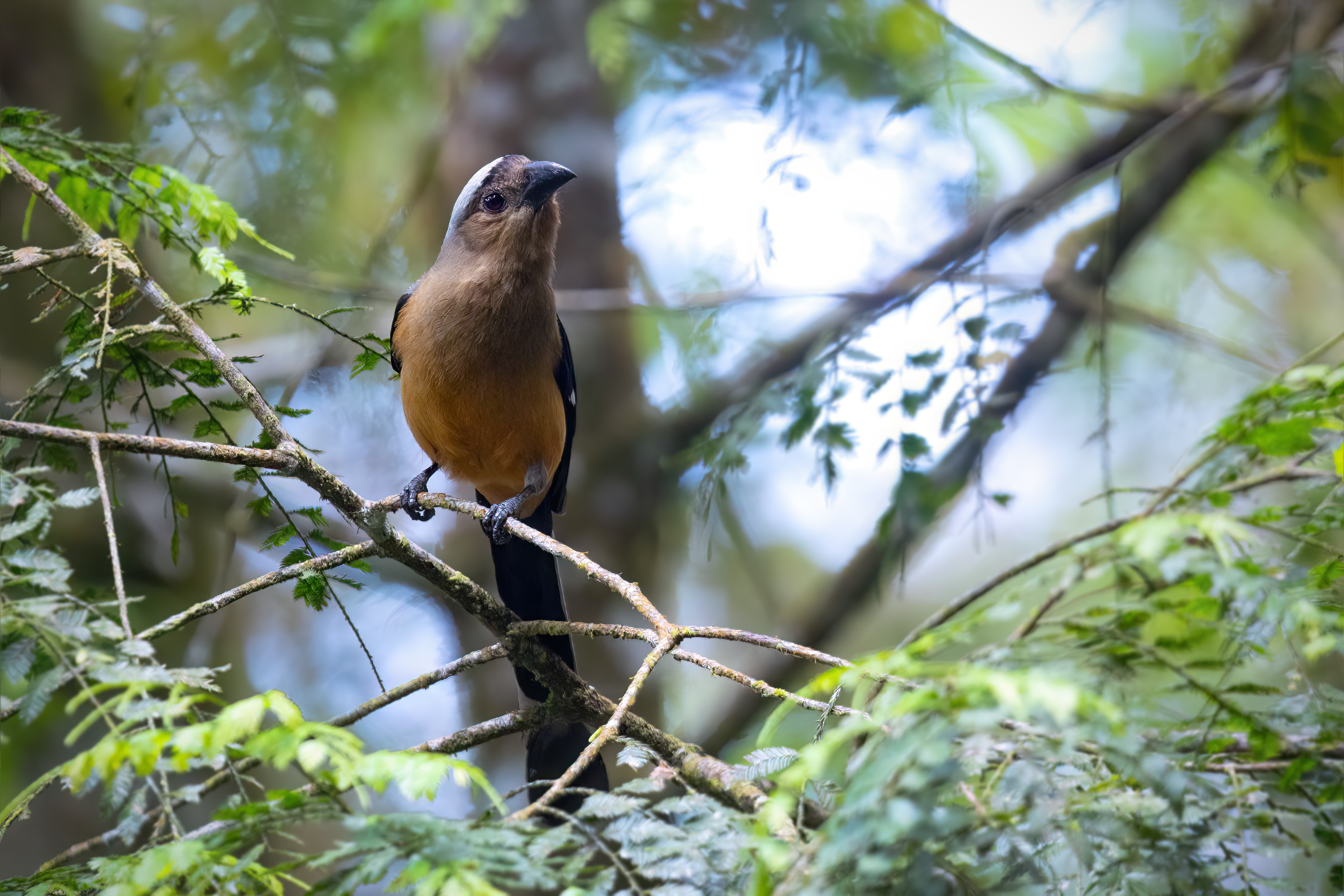
Borneobaumelster am Mount Kinabalu

Die Borneobaumelster (Dendrocitta cinerascens) ist ein endemisch auf Borneo vorkommender Singvogel aus der Familie der Rabenvögel (Corvidae).

## Merkmale
Die Borneobaumelster erreicht eine Körperlänge von ca. 40 Zentimetern und ein Gewicht von rund 125 Gramm. Die Geschlechter unterscheiden sich farblich nicht. Der Oberkopf ist weißlich, der größte Teil des Gesichts, der Hals sowie die gesamte Unterseite sind rötlich grau. Das Rückengefieder ist grau, die Flügel schwarz und zeigen einen weißen Fleck. Die sehr langen mittleren Schwanzfedern sind zunächst hell silbrig grau und enden mit einem breiten schwarzen Abschlussband. Die kürzeren, seitlichen Schwanzfedern sind schwarz. Der kräftige, gebogene Schnabel sowie Beine und Füße sind dunkelgrau. Aufgrund der markanten Zeichnung ist der Vogel mit keiner anderen auf Borneo vorkommenden Art verwechselbar.

## Verbreitung und Lebensraum
Borneobaumelstern kommen im nördlichen und mittleren Teil von Borneo verbreitet vor und sind sowohl im malaiischen als auch im indonesischen Teil der Insel anzutreffen. Ihre bevorzugten Lebensräume sind dichte Wälder und Gebüschlandschaften. Sie kommen auch in der Nähe menschlicher Siedlungen vor. Die Höhenverbreitung reicht von 300 bis auf 2600 Meter.

## Lebensweise
Bei den Borneobaumelstern handelt es sich um sehr gesellig lebende Vögel, die durch lautes Rufen den Kontakt untereinander halten. Sie nehmen sowohl tierische als auch pflanzliche Nahrung auf. Zu ihrem Nahrungsspektrum gehört eine große Vielfalt von Wirbellosen. Zusätzlich werden Obst und Samen angenommen. Gelegentlich fressen sie auch Lebensmittelabfälle aus menschlichen Siedlungen sowie Picknickabfälle. Die Lautäußerungen der Vögel ähneln einem glockenähnlichen Klirren mit metallisch klingenden Noten, die laut vorgetragen werden. Die Elstern sind auch in der Lage, andere Vogelstimmen und verschiedene Geräusche zu imitieren. Die Brutzeit fällt in die Zeit von Anfang Januar bis Mitte März. Das Nest hat die Form einer flachen Tasse und wird aus Zweigen, kleineren Wurzeln und weichen Pflanzenmaterialien in großen Bäumen oder hohen Sträuchern gebaut. Es werden in der Regel zwei Eier gelegt.

## Gefährdung
Die Borneobaumelster ist in ihren Vorkommensgebieten nicht selten und wird demzufolge von der Weltnaturschutzorganisation IUCN als „least concern = nicht gefährdet“ geführt.